# Weidendammer Brücke
Weidendammer Brücke er en 73 meter lang bro, beliggende der hvor Friedrichstraße krydser Spree- floden i det centrale Mitte-distrikt i Berlin, Tyskland. Det er kendt for sit ornamentalske smedejernsrækværk, lanterner og kejserørne.

## Historie
En vindebro af træ blev bygget på stedet i 1685 på under Frederik Vilhelm den Store af Brandburg i en ny vestlig forstad til byen, Dorotheenstadt. Broen er opkaldt efter de nærliggende piletræer (Weiden) på flodbreden. Broen blev erstattet med en støbejernsbro i 1824, en af de første i Centraleuropa. Broen blev dog hurtigt for lille til den voksende befolkning i Berlin, det Tyske Kejserriges hovedstad, og broen blev igen erstattet af den nuværende bro opført mellem 1895-96.
Under slaget om Berlin var Weidendammer Brücke en af de få Spree-overgange, der ikke var blevet ødelagt. Natten den 1. maj 1945 stod en Tiger 2-tank fra det 11. SS Panzergrenadier division Nordland i spidsen for et forsøg på at storme broen, så hundreder af tyske soldater og civile kunne flygte over den.
Det er kendt at forelskede par låser hængelåse indgraveret med deres navne på smedejernsrekværket på broen, dog fjernes disse låse af myndighederne fra tid til anden.